# John Pescatore

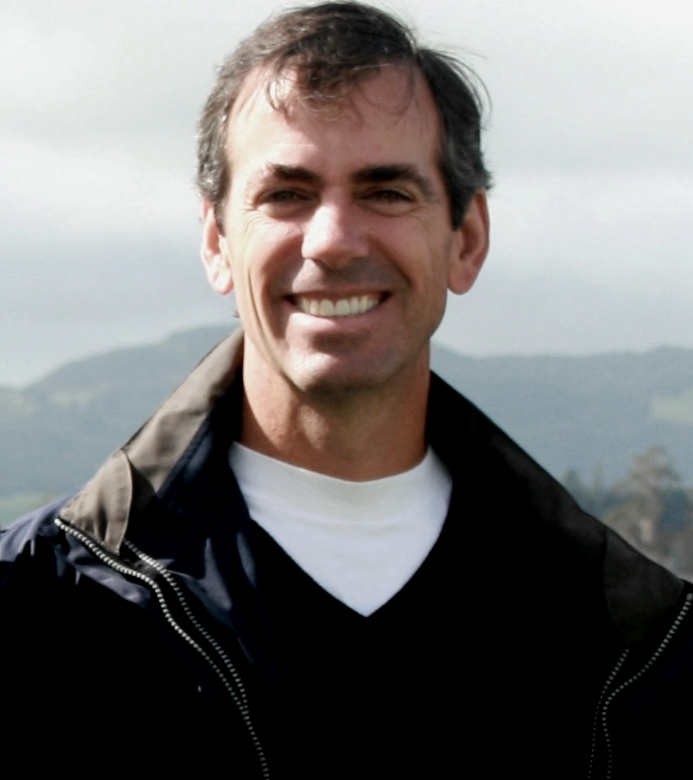
John Pescatore 2008

John Anthony Pescatore (* 2. Februar 1964 in Cocoa Beach) ist ein ehemaliger Ruderer aus den Vereinigten Staaten, der 1987 Weltmeister mit dem Achter war. 

## Sportliche Karriere
1987 startete der US-Achter bei den Weltmeisterschaften in Nottingham in der Besetzung Michael Teti, Jon Smith, Ted Patton, Michael Still, Peter Nordell, Jeffrey McLaughlin, Douglas Burden, John Pescatore und Steuermann Seth Bauer. Der US-Achter gewann das Finale mit drei Sekunden Vorsprung auf das Boot aus der DDR, dahinter erhielten die Italiener Bronze. Das Boot aus der Bundesrepublik Deutschland belegte den sechsten Platz. Im Jahr darauf siegte bei den Olympischen Spielen 1988 in Seoul der Deutschland-Achter mit fast zwei Sekunden Vorsprung auf das Boot aus der Sowjetunion. Der US-Achter gewann mit 25 Hundertstelsekunden Rückstand auf das Boot aus der UdSSR die Bronzemedaille, wobei gegenüber dem Vorjahr nur John Rusher für Michael Still ins Boot gerückt war. 1990 belegte Pescatore mit dem US-Achter den fünften Platz bei den Weltmeisterschaften. Zusammen mit Peter Sharis startete Pescatore im Zweier ohne Steuermann bei den Olympischen Spielen 1992 in Barcelona, die beiden erreichten den sechsten Platz.
Der 1,88 m große John Pescatore graduierte an der University of Pennsylvania und erwarb einen Master in Mathematik an der University of San Francisco. Er war als Rudertrainer an der Stanford University tätig und dann am St. Ignatius College Preparatory in San Francisco. Von 2002 bis 2010 war er Cheftrainer an der Yale University. 2010 hört er als Rudertrainer auf, seit 2014 veranstaltet er Radtouren in den Pyrenäen. Pescatore ist mit der Ruderin Ann Martin verheiratet.